# Trepalle
Trepalle è una frazione di Livigno, in provincia di Sondrio. È la frazione abitata stabilmente più elevata d'Italia e tra le località più alte dell'Europa continentale assieme a Juf in Svizzera (che però è molto più piccolo contando solo 25 abitanti), con la sua chiesa posta a quota 2069 m. Tuttavia, non trattandosi di un comune e per di più essendo un insediamento sparso, è difficile stabilirne un'altezza univoca. Le case al Passo d'Eira infatti sono situate ancora più in alto a circa 2172 m (a un'altezza maggiore di Juf), quelle di Campaccio a 2062 m mentre quelle di Plan a 1975 m. La località di Sant'Anna, centro principale della frazione, è posta ad un'altitudine di 2079 m s.l.m.
Il nome sembrerebbe derivare da Trepalum, 'tre pali' o 'palizzata'. 

## Geografia fisica
Come Livigno, anche Trepalle è zona extradoganale. Si trova a circa 6 km da Livigno, 21 km da Valdidentro, 28 km da Bormio, 50 km da Sankt Moritz (in Svizzera) e 81 km da Sondrio.

### Clima
A Trepalle nel febbraio del 1956 venne registrata la temperatura più bassa (−41 °C) in territorio italiano della storia, prima di esser superata dai −49,6 °C della Busa Nord di Fradusta sulle Pale di San Martino, il 10 febbraio 2013. In generale, questa frazione ha le temperature più basse d'Italia.

## Società

### Istituzioni, enti e associazioni
Trepalle è sede di una tenenza della Guardia di Finanza.

## Cultura
Nell'estate del 1948 Giovannino Guareschi visitò Trepalle e conobbe il parroco don Alessandro Parenti. Lo scrittore rimase colpito dall'incontro, tanto da dedicare a Trebilie, rifacimento letterario del paese di Trepalle, la prima storia di Gente così, comparsa su Candido il 10 ottobre 1948. L'energia di questo parroco di montagna nel risolvere le cose materiali e la carità e la sensibilità mistica della sua opera pastorale affascinarono Guareschi, che a questa figura si ispirò anche nello scrivere le avventure di don Camillo in Mondo Piccolo, in particolare nelle pagine di Storie dell'esilio e del ritorno.

### Fonti
1. ↑   istat.it,  https://www.istat.it/notizia/basi-territoriali-e-variabili-censuarie/. URL consultato il 10 febbraio 2025. Dati Istat relativi al censimento 2021. I numeri sono riferiti alla sola località Sant'Anna e alla somma di tutti i centri abitati della zona (restano esclusi gli abitanti di alcune case sparse, quindi la popolazione totale è probabilmente attorno ai 600 abitanti).
2. ↑   Classificazione sismica (XLS), su rischi.protezionecivile.gov.it.
3. ↑  Enrico Rizzi, I Walser e la Alpi, ultimi studi, Anzola d'Ossola, Fondazione Enrico Monti, 2020.
4. ↑   Nuovo Record di Freddo, su meteotriveneto.it, Meteotriveneto, 10 Febbraio 2013. URL consultato il 23 agosto 2014.